# 埃斯特雷马杜拉省

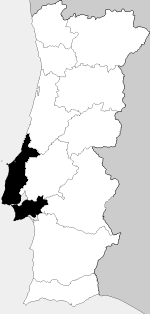
埃什特雷馬杜拉省

埃斯特雷馬杜拉省 （葡萄牙語：Estremadura，葡萄牙語發音：[(ɨ)ʃtɾɨmɐ'duɾɐ]）是葡萄牙歷史上的一个省份，位於該國中部大西洋岸，包括首都里斯本。中被特茹河分成兩份。
省名的意思是「邊疆」，始於葡萄牙在收復失地運動中期：當地是葡萄牙王國與穆斯林對峙的前線。